# Барбенго
Барбенго (итал. Barbengo) — упразднённая коммуна и часть города Лугано в кантоне Тичино, Швейцария. Находится в италоговорящей части страны. До 80-х годов оставалась преимущественно сельскохозяйственной коммуной, затем стала частью промышленной зоны Пьан-Скароло, что привело к росту населения.
30 сентября 2007 года избиратели коммун Барбенго, Карабиа и Вилла Луганезе проголосовали за включение этих трех населённых пунктов в состав города Лугано. Объединение произошло 20 апреля 2008 года.
| 1670 | 1850 | 1900 | 1950 | 1980 | 2000 |
| ---- | ---- | ---- | ---- | ---- | ---- |
| 245  | 552  | 481  | 503  | 632  | 1559 |